# Buggery Act 1533

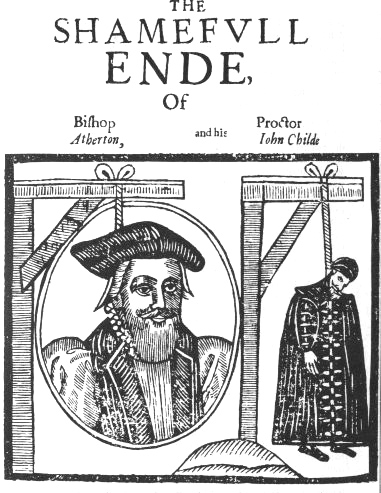
Der Bischof John Atherton und sein Partner John Childe wurden 1641 gemäß dem Buggery Act 1533 wegen ihrer gleichgeschlechtlichen Beziehung gehängt. Anonyme Flugschrift The shameful ende of Bishop Atherton and his Proctor Iohn Childe.

Der Buggery Act 1533, vollständig An Acte for the punysshement of the vice of Buggerie war das erste nicht-kirchliche englische Gesetz, das  Homosexualität, Analverkehr sowie Sodomie unter Todesstrafe stellte. Es wurde von Thomas Cromwell vorbereitet und von Heinrich VIII. 1533 erlassen. Es war bis 1828 in Kraft.
Das Gesetz definierte „Buggery“ als unnatürliche sexuelle Handlung, die gegen den Willen Gottes und der Menschen verstößt. Später wurde dies durch die Rechtsprechung dahingehend konkretisiert, dass „Buggery“ Analverkehr zwischen zwei Männern oder zwischen einem Mann und einer Frau und Vaginalverkehr zwischen einem Mann oder einer Frau und einem Tier umfasst.
Das Verbrechen wurde mit dem Tod durch Hängen bestraft. Im Unterschied zum Mord war auch der Klerus nicht von der Bestrafung ausgenommen. Das Eigentum des Täters ging in den Besitz des Staates über. Falls nicht die Tat selbst, sondern nur der Versuch nachgewiesen werden konnte, wurde der Täter in der Regel zu einer Freiheitsstrafe in Verbindung mit dem Pranger verurteilt.
Der erste wegen „Buggery“ verurteilte Mann war im Juli 1540 Walter Hungerford, allerdings wurde ihm neben dem Sexualdelikt auch Landesverrat zur Last gelegt. Nicholas Udall, der Schulleiter des Eton College war, wurde 1541 für schuldig befunden, seine Schüler sexuell missbraucht zu haben. Er wurde aber nur zu einer Gefängnisstrafe verurteilt und nach weniger als einem Jahr wieder freigelassen. Mervyn Tuchet, ein anderer Verurteilter, wurde wegen seines hohen Ranges nicht gehängt, sondern enthauptet. 
Der Buggery Act 1533 wurde im Jahre 1828 durch den Offences against the Person Act 1828 aufgehoben und ersetzt. An den Tatbeständen und dem Strafmaß änderte sich dadurch nichts. John Pratt und John Smith waren die beiden letzten Personen, die wegen Buggery/Sodomie gehängt wurden. Sie starben am 27. November 1835 vor dem Newgate-Gefängnis in London. 
Das Strafmaß für „Buggery“ wurde 1861 durch das Offences against the Person Act 1861 von der Todesstrafe in eine lebenslange Haftstrafe umgewandelt. 
Seit 1967 ist Analverkehr zwischen Männern in England kein Verbrechen mehr. Seit dem Sexual Offences Act 2003 unterscheidet das englische Strafrecht nicht mehr zwischen Vaginal- und Analverkehr; gleichzeitig verschwand der Begriff „Buggery“ aus dem englischen Strafrecht vollständig.